# سرن شيرينجه
سَرَن شيرينجه (بالتركية: Seren Şirince)‏؛ (ولدت في 15 مارس 1991 في إزمير، تركيا) هي ممثلة تركية من اصول مصرية اشتهرت بعد أدائها لدور «فتون» "Ayşegül" وذلك في المسلسل التركي الرومنسي الكوميدي "İlişki Durumu: Karışık" المدبلج إلى العربية باسم «زواج مصلحة». سَرَن أكملت دراستها في جامعة يدي تبيه بقسم المسرح. حيث أن سَرَن شيرينجه ممثلة فاتنة بدأت تجربتها الفنية بالحب، لعبت لاحقاً دوراً رئيسياً في المسلسل الشهير «زواج مصلحة»، إلى جانب برك أوكتاي، وحققت نجاحاً كبيراً في مسيرتها المهنية.
بدأت في سن مبكرة جداً في مسرح هان في إزمير. وأخذت أول دور في مسلسل تلفزيوني أثناء دراستها الجامعية. أول دور سينمائي لها كان ظهور ضيفة في مسلسل «الوجه الآخر» "Araf Zamani" عام 2012م. شاركت عام 2013 بدور صغير في مسلسل «العشق يحتاج جهد». في 2014 أخذت دوراً في مسرحية البحيرة "Lake Shore" في مسرح تليمهان.حصلت على لقب أفضل ممثل كوميدي لعام 2016 في جامعة يدي تبيه. حصلت على جائزة لدورها في مسلسل زواج مصلحة الذي هو أول دور بطولة لها وقد حقق نجاحاً مبهراً. وفي 2017 لعبت دور نازلي في مسلسل "Seven Ne Yapmaz" الذي تم بثه على شاشات ATV والذي شاركت فيه مع الممثل الشهير يوسف جم "Yusuf Çim".

## الحياة الشخصية
سَرَن كانت في علاقة مع سرجان بادور (2015-2016). تزوجت في عام 2019 من Tobias Sutters

## السيرة السينمائية
| السنة     | العنوان             | الدور          |
| --------- | ------------------- | -------------- |
| 2012      | الوجه الآخر         | ظهور ضيفة      |
| 2013      | العشق يحتاج جهد     | نازلي          |
| 2015-2016 | زواج مصلحة          | Ayşegül "فتون" |
| 2016      | علاقات المتزوجين    | Ayşegül "فتون" |
| 2017      | "Seven Ne Yapmaz"   | قايزيم / نازلي |
| 2019      | "Bir Aile Hikayesi" | دَرْيا تبه لي    |

## أفلام دعائية
| السنة | الفلم الدعائي |      |              |
| ----- | ------------- | ---- | ------------ |
| السنة | الفلم الدعائي | 2014 | Eti: Benim O |

## الجوائز
| الجوائز والترشيحات | الجوائز والترشيحات | الجوائز والترشيحات                     | الجوائز والترشيحات |
| السنة              | جهة التكريم        | النوع                                  | النتيجة            |
| ------------------ | ------------------ | -------------------------------------- | ------------------ |
| 2016               | جامعة يدي تبيه     | أفضل ممثلة كوميدية في العام            | فوز                |
| 2016               | جامعة إيجة         | En İyi Kadın Dizi Oyuncusu             | رُشِّح                |
| 2016               | تلفزيون الموضة     | Yılın En Moda Dizi Çifti (Ayşegül-Can) | فوز                |

## هوامش
1. ↑  "زواج مصلحة - MBC 4 -  MBC.net". www.mbc.net. مؤرشف من الأصل في 2018-02-13. اطلع عليه بتاريخ 2017-11-06.
2. ↑  "سَرَن شيرينجه". www.mbc.net. مؤرشف من الأصل في 2018-02-02. اطلع عليه بتاريخ 2017-11-07.

## روابط خارجية
- سرن شيرينجه على موقع IMDb (الإنجليزية)